# لی جون یونگ
لی جون یونگ (کره‌ای: 이준영؛ زادهٔ ۲۲ ژانویه ۱۹۹۷)، همچنین با نام هنری جون (انگلیسی: Jun) نیز شناخته می‌شود، خواننده، رپر و بازیگر اهل کره جنوبی است. در ژوئن ۲۰۱۴، او به عنوان یکی از اعضای گروه یوکیس فعالیت خود را آغاز کرد. در اکتبر ۲۰۱۷، او در برنامهٔ رقابتی د یونیت شرکت کرد و در نهایت به جایگاه اول دست پیدا کرد و یکی از اعضای گروه پروژهٔ «یوان‌بی» (UNB) شد.
به غیر از فعالیت‌های گروهی، او در درام‌های تلویزیونی مختلفی از جمله باشگاه انتقام‌جویان (۲۰۱۷)، خداحافظ به خداحافظی (۲۰۱۸)، کلاس دروغ‌ها (۲۰۱۹)، بازیگران خوب (۲۰۲۰)، لطفاً با آن مرد ملاقات نکن (۲۰۲۰)، تقلید (۲۰۲۱)، بگذار شوالیه تو باشم (۲۰۲۱) و می‌تونم کمکتون کنم؟ (۲۰۲۲) و وارث غیرممکن (۲۰۲۴) ایفای نقش کرده است.

## حرفه

### ۲۰۱۴: آغاز حرفه
در ۱۵ مه ۲۰۱۴، ان‌اچ مدیا از طریق وبگاه رسمی کره‌ای گروه یوکیس، عضو جدید گروه، جون، را به مردم اعلام کرد. در ۲ ژوئن ۲۰۱۴، جون با گروه یوکیس فعالیت خود را آغاز کرد.

## ترانه‌شناسی

### آلبوم‌های چندآهنگه
| عنوان | جزئیات آلبوم | بالاترین موقعیت جدول | فروش                 |
| عنوان | جزئیات آلبوم | ژاپن                 | فروش                 |
| ----- | --- | -------------------- | -------------------- |
| ۲۲    | - انتشار: ۲۲ ژانویه ۲۰۲۰ - ناشر: اوکس تی‌رکس - فرمت: سی‌دی، دانلود دیجیتال فهرست قطعات 1. Come Alive 2. Be Your Man 3. I'm in Love with You 4. Gravity 5. My Way (با همکاری ردی) 6. Circle of Love | ۱۸                   | - ژاپن: ۳٬۶۴۹ (Phy.) |

### آلبوم‌های تک‌آهنگ
| عنوان | جزئیات آلبوم | بالاترین موقعیت جدول | فروش               |
| عنوان | جزئیات آلبوم | کره جنوبی            | فروش               |
| ----- | --- | -------------------- | ------------------ |
| گالری | - انتشار: ۵ دسامبر ۲۰۱۹ - ناشر: ان‌اچ مدیا - فرمت: سی‌دی، دانلود دیجیتال فهرست قطعات 1. Curious About U (궁금해) 2. Mirror 3. Tell | ۳۶                   | - کره جنوبی: ۲٬۴۰۴ |

| عنوان           | جزئیات آلبوم | بالاترین موقعیت جدول | فروش               |
| عنوان           | جزئیات آلبوم | کره جنوبی            | فروش               |
| --------------- | --- | -------------------- | ------------------ |
| گالری (Gallery) | - انتشار: ۵ دسامبر ۲۰۱۹ - ناشر: ان‌اچ مدیا - فرمت: سی‌دی، دانلود دیجیتال فهرست قطعات 1. Curious About U (궁금해) 2. Mirror 3. Tell | ۳۶                   | - کره جنوبی: ۲٬۴۰۴ |

### تک‌آهنگ‌ها

#### به عنوان آرتیست اصلی
| عنوان                                                                         | سال   | بالاترین موقعیت جدول | بالاترین موقعیت جدول | فروش           | آلبوم             |
| عنوان                                                                         | سال   | کره جنوبی            | ژاپن                 | فروش           | آلبوم             |
| کره‌ای                                                                         | کره‌ای | کره‌ای                | کره‌ای                | کره‌ای          | کره‌ای             |
| ----------------------------------------------------------------------------- | ----- | -------------------- | -------------------- | -------------- | ----------------- |
| «بگو» (Tell)                                                                  | ۲۰۱۹  | —                    | —                    | افشانشده       | گالری             |
| «کنجکاوی دربارهٔ تو» (Curious About U; 궁금해)                                 | ۲۰۱۹  | —                    | —                    | افشانشده       | گالری             |
| «آمین» (Amen)                                                                 | ۲۰۲۰  | —                    | —                    | افشانشده       | تک‌آهنگ بدون آلبوم |
| ژاپنی                                                                         |       |                      |                      |                |                   |
| «دنیای خارق‌العاده» (Phenomenal World)                                         | ۲۰۱۹  | —                    | ۱۲                   | - ژاپن: ۱۰٬۱۲۴ | تک‌آهنگ بدون آلبوم |
| «شادی» (Happiness)                                                            | ۲۰۱۹  | —                    | —                    | —              | تک‌آهنگ بدون آلبوم |
| «راه من» (My Way) (با همکاری ردی)                                             | ۲۰۱۹  | —                    | —                    | —              | ۲۲                |
| نشانهٔ «—» مواردی را نشان می‌دهد که در آن کشور منتشر نشده یا به جدول نرسیده‌اند. |       |                      |                      |                |                   |

#### به عنوان آرتیست همکار
| عنوان                                                                                   | سال  | آلبوم             |
| --------------------------------------------------------------------------------------- | ---- | ----------------- |
| «عاشقم باش» (Love Me) (لی هه-ری با همکاری جون)                                          | ۲۰۱۷ | تک‌آهنگ بدون آلبوم |
| «چکیده» (Abstract) (SOLIDEMO با همکاری جون)                                             | ۲۰۱۷ | تک‌آهنگ بدون آلبوم |
| «زمستان سرزمین عجایب» (Winter Wonderland) (کی‌ریل لی گیو-ری، چوی بیونگ-مو با همکاری جون) | ۲۰۱۷ | تک‌آهنگ بدون آلبوم |

### همکاری‌ها
| عنوان                                                      | سال  | آلبوم             |
| ---------------------------------------------------------- | ---- | ----------------- |
| «نمی‌دونم چرا» (Don't Know Why) (همراه شیون میاواکی و ای‌کی) | ۲۰۱۸ | تک‌آهنگ بدون آلبوم |

### موسیقی متن
| عنوان                                                            | سال  | آلبوم                             |
| ---------------------------------------------------------------- | ---- | --------------------------------- |
| «پاک‌کن» (지우개)                                                 | ۲۰۱۸ | پادشاه خواننده نقابدار قسمت ۱۵۲   |
| «چون تویی» (Because It's You; 너라서)                            | ۲۰۱۸ | اواس‌تی خداحافظ به خداحافظی        |
| «عشق من به تو» (My Love To You; 내사랑 투유) (همراه کی)          | ۲۰۱۹ | Chart Show Again - The Winner Is? |
| «Let's Make Love" (사랑하자) (همراه سویون (لابوم))               | ۲۰۲۰ | اواس‌تی بازیگران خوب               |
| «به تو که خسته می‌شی» (To You Who Will Be Tired; 지쳐있을 너에게) | ۲۰۲۰ | اواس‌تی لطفاً با آن مرد ملاقات نکن  |

## فیلم‌شناسی

### فیلم
| سال  | عنوان             | نقش         | توضیحات                 | منابع         |
| ---- | ----------------- | ----------- | ----------------------- | ------------- |
| ۲۰۱۶ | دردناک تر از غم   | لی یون هو   | فیلم مستقل [منتشر نشده] |               |
| ۲۰۲۲ | عشق و افسار       | جونگ جی هو  | فیلم نتفلیکس            | [ ۹ ]         |
| ۲۰۲۳ | شهروند شجاع       | هان سو گانگ | آمازون پرایم            | [ ۱۰ ]        |
| ۲۰۲۴ | شکارچیان ویران‌شهر | چوی جی وان  | فیلم نتفلیکس            | [ ۱۱ ] [ ۱۲ ] |

### مجموعه تلویزیونی
| سال       | عنوان                         | نقش                 | توضیحات                     | منابع         |
| --------- | ----------------------------- | ------------------- | --------------------------- | ------------- |
| ۲۰۱۷      | باشگاه انتقام‌جویان            | لی سو گیوم          |                             |               |
| ۲۰۱۸      | خداحافظ به خداحافظی           | هان مین سو          |                             |               |
| ۲۰۱۹      | کلاس دروغ‌ها                   | یو بوم جین          |                             |               |
| ۲۰۲۰      | بازیگران خوب                  | کانگ وو ووک         |                             |               |
| ۲۰۲۰      | فروشگاه ست بیول               | دانش آموز دبیرستانی | حضور افتخاری (قسمت ۲)       |               |
| ۲۰۲۰–۲۰۲۱ | لطفاً با آن مرد ملاقات نکن     | جونگ کوک هی         |                             |               |
| ۲۰۲۱      | تقلید                         | کوان ریوک           |                             | [ ۱۳ ]        |
| ۲۰۲۱      | دی.پی.                        | جونگ هیون مین       | حضور افتخاری (فصل ۱ قسمت ۳) | [ ۱۴ ]        |
| ۲۰۲۱–۲۰۲۲ | بگذار شوالیه تو باشم          | یو ته این           |                             | [ ۱۵ ]        |
| ۲۰۲۲      | می‌تونم کمکتون کنم؟            | خدمتکار کیم         |                             | [ ۱۶ ]        |
| ۲۰۲۳      | دختر نقاب‌دار                  | چوی بو یونگ         | حضور افتخاری (قست ۴)        | [ ۱۷ ]        |
| ۲۰۲۴      | وارث غیرممکن                  | کانگ این ها         |                             | [ ۱۸ ]        |
| ۲۰۲۴      | رؤیای یک افسانه عجیب          | مون چا مین          |                             | [ ۱۹ ]        |
| ۲۰۲۵      | ملکه تاج‌گذار                  | پادشاه سجونگ        | حضور افتخاری (قسمت ۱۲)      | [ ۲۰ ]        |
| ۲۰۲۵      | فیلم ملو                      | هونگ شی جون         |                             | [ ۲۱ ] [ ۲۲ ] |
| ۲۰۲۵      | وقتی زندگی به تو نارنگی می‌دهد | پارک یونگ بوم       |                             | [ ۲۳ ]        |
| ۲۰۲۵      | قهرمان ضعیف                   | گوم سونگ جه         | فصل ۲                       | [ ۲۴ ]        |

### برنامه تلویزیونی
| سال  | عنوان                     | نقش  | توضیحات | منابع |
| ---- | ------------------------- | ---- | ------- | ----- |
| ۲۰۱۷ | د یونیت: پروژه ریبوت آیدل | خودش |         |       |